# Club Deportivo Tampico
Le Club Deportivo Tampico Fútbol Club est un ancien club de football professionnel mexicain ayant disputé plusieurs saisons de la première division du Championnat du Mexique de football. Le club est en partie connu grâce à son lien avec le syndicat des pétroliers, l'un des puits puissants du Mexique.
Sa meilleure performance est le titre de champion du Mexique 1952-1953, avec seulement deux défaites dans la saison.

## Histoire

### Débuts
Le Club Deportivo Tampico est fondé le 15 mars 1945, sous l'impulsion de son premier président Don Carlos González Avín, un Espagnol résident à Tampico. L'équipe démarre au niveau professionnel dès la saison 1945-1946.
En utilisant comme base de son effectif la sélection amateur de Tamaulipas, les Jaibos accueillent le dimanche 19 août 1945 contre le CF Atlante. Le match se conclut sur une défaite sur le score de 3-10, le pire résultat pour des débuts en première division mexicaine, Fidel Menéndez marquant le premier but de l'histoire du club.
Le CD Tampico joue alors dans la seconde partie de tableau, de la dernière place du championnat en 1948-1949 à la moitié de tableau de la saison 1951-1952.

### Champion du Mexique 1952-1953
Entre les saisons 1951-1952 et 1952-1953, le club de Tampico, dirigé par l'Espagnol Joaquín Urquiaga, réussit une série de 33 matchs consécutifs avec au moins un but marqué. Lors de la saison  1952-1953, les Tampiqueños réalisent une série de 13 matchs sans défaite et perdent seulement deux matchs de toute la saison. Le CD Tampico est couronné champion du Mexique la nuit du samedi 6 décembre 1952, à l'issue de l'avant-dernière journée, après une victoire contre le Club América grâce à l'unique but de Grimaldo González. Six mois plus tard, le club remporte la Supercoupe du Mexique de football en battant 3-0 le CF Puebla, vainqueur de la Coupe du Mexique.

### Montées et descentes
La première descente de Tampico se produit lors de la saison 1957-1958 après une défaite 1-0 contre le Deportivo Irapuato, leur assurant la dernière place du championnat.
Le club remonte dès la saison suivante, remporte la Coupe du Mexique en 1961 et redescend en deuxième division à l'issue du Championnat du Mexique 1962-1963. 
Le CD Tampico rachète la franchise du San Luis FC en 1977-1978, ce qui les amène jusqu'en demi-finales, où ils sont battus par les Pumas de la UNAM.
La dernière saison du CD Tampico, en 1981-1982 se termine sur un barrage de relégation contre le CF Atlas. Après un match aller-retour où les deux équipes se neutralisent (1-0 à l'aller comme au retour), le match d'appui est perdu sur le score de 3-1, Ruben Romeo Corbo marquant le dernier but de l'histoire du club. Le club disparaît à l'issue de cette saison ; le syndicat des pétroliers rachète la franchise des Atletas Campesinos pour fonder le Tampico Madero Fútbol Club, considéré comme le successeur du Club Deportivo Tampico.

## Palmarès
- Championnat du Mexique de football
  - Champion : 1952-1953

- Coupe du Mexique de football
  - Vainqueur : 1960
  - Finaliste : 1959 et 1961

- Supercoupe du Mexique de football
  - Vainqueur : 1953
  - Finaliste : 1961

- Championnat du Mexique de football D2
  - Champion : 1958-1959